# فرانچسکو گابریوتی
فرانچسکو گابریوتی (به ایتالیایی: Francesco Gabriotti) بازیکن فوتبال اهل ایتالیا است که از سال ۱۹۳۶ میلادی عضو تیم ملی فوتبال ایتالیا بوده و در ۱ بازی ملی حضور داشته‌است. او در بازی‌های ملی‌اش گلی به ثمر نرساند.
فرانچسکو آخرین بازی ملی خود را در سال ۱۹۳۶ میلادی انجام داد.